# Rubus bartonii
Rubus bartonii är en rosväxtart som beskrevs av Newton. Rubus bartonii ingår i släktet rubusar, och familjen rosväxter. Inga underarter finns listade i Catalogue of Life.